# Académie slovaque des sciences
Pour les articles homonymes, voir Académie des sciences.
L'Académie slovaque des sciences slovaque : Slovenská akadémia vied en abrv. SAV est la principale institution scientifique de Slovaquie. Elle fut créée le 18 juin 1953 en remplacement de l'académie slovaque des sciences et des arts (Slovenská akadémia vied a umení) fondée en 1942.
Actuellement l'académie regroupe 70 organisations, édite 54 titres de périodiques scientifiques et 8 publications annuelles.
Depuis janvier 2015, elle est présidée par le physicien Pavol Šajgalík (sk) (né en 1955 à Bratislava, spécialiste de physique des matériaux, notamment des céramiques).